# Aaron Owusu
Aaron Ghebre Owusu, född 13 oktober 2006, är en eritreansk simmare.

## Karriär
Vid VM 2024 i Doha slutade Owusu på 84:e plats på 50 meter frisim och på 65:e plats på 100 meter fjärilsim.
Owusu tävlade för Eritrea vid olympiska sommarspelen 2024 i Paris, där han blev utslagen i försöksheatet på 50 meter frisim och slutade på totalt 51:a plats.